# 森山開次
森山 開次（もりやま かいじ、1973年12月19日 - ）は、日本の振付師、ダンサー。
神奈川県相模原市出身。血液型：A型、身長：173cm、体重：62kg。オフィスルゥ所属。既婚。

## 略歴
- 21歳でダンスを始める。
- 1999年よりダンサーとして国内外のカンパニー公演に出演。
- 2001年、ソロ活動開始。
- 2013年、社団法人現代舞踊協会より「江口隆哉賞」を授与される。
- 2013年、『曼荼羅の宇宙』で芸術選奨新人賞受賞[2]。

## エピソード
桜美林大学2年生の時、音楽座ミュージカル『マドモアゼル・モーツァルト』を観て音楽座のオーディションを受ける。音楽座に入るまではダンス経験はなかった。入団から2年後の1996年、音楽座が解散。1999年以降、国内外のコンテンポラリー・ダンス作品に出演。
2001年、『夕鶴』でソロ活動を開始。2005年に発表した『KATANA』は、ニューヨーク・タイムズ紙に「驚異のダンサーによる驚くべきダンス」と評された。
2003年、能とダンスとのコラボレーション（観世流シテ方能楽師・津村禮次郎との共演）など、ソロ活動開始時から和風を意識した作品を数多く発表している。
ダンス公演の普及のため、ミュージカル、テレビ番組に積極的に出演するなど、広く活動している。
海外での評価も高く、単独公演を含め、数多くの海外公演に出演している。

## 出演

### 舞台
ソロ公演を除く主な出演
- 『弱法師』（2003年、新国立劇場）
- 『OKINA』（2004年、新国立劇場）
- ミュージカル星の王子さま 演出：白井晃（2005年、新国立劇場中劇場） - へび 役
- ミュージカル『眠らない音』（2005年、東宝） - 詩人の心象風景 役
- スケリグ（2005年初演、2006年末再演、スフィアメックスホール) - スケリグ 役
- 『LOVE LETTERS』（2008年、ル テアトル銀座） 坂本美雨と共演
- ミュージカル『ダンス・オブ・ヴァンパイア』（2009年、帝国劇場） - ヴァンパイア・ダンサー
  - ダンス・オブ・ヴァンパイア（2011年-2012年、帝国劇場、梅田芸術劇場）
  - ダンス・オブ・ヴァンパイア（2015年-2016年、帝国劇場、愛知県芸術劇場、梅田芸術劇場）
  - ダンス・オブ・ヴァンパイア（2019年-2020年、帝国劇場、御園座、博多座、梅田芸術劇場）
- 翻案劇『サロメ』（2009年、東京グローブ座、シアター・ドラマシティ、北九州芸術劇場中劇場、りゅーとぴあ新潟市民芸術文化会館）  - 預言者 役
- 新作能楽舞踊劇『鷹の井戸』（2010年、国立能楽堂、シアター・ドラマシティ）
- 『KANSAI SUPER SHOW 七人の侍』（2010年）
- 『石橋＋Shakkyou』ロシアツアー（2012年、モスクワ・マールイ劇場小ホール）
- 『ポリグラフ 嘘発見器』（2013年、東京芸術劇場、まつもと市民芸術館、えずこホール、シアター・ドラマシティ）
- 舞台『千と千尋の神隠しSpirited Away』（2024年、帝国劇場、御園座、博多座 、ロンドン・コロシアム、札幌文化芸術劇場） - カオナシ 役[4]
- 『死と乙女』（2025年1月、渋谷区文化総合センター大和田 さくらホール）*出演・演出・振付[5]
- 舞台『TRAIN TRAIN TRAIN』（2025年〈予定〉、東京芸術劇場 プレイハウス）[6]

### テレビ番組
- うたっておどろんぱ（1998年-2001年、NHK教育）WD（緑）役
- からだであそぼ（2004年-2009年、NHK教育）
- 情熱大陸（2007年6月24日、毎日放送）
- 課外授業 ようこそ先輩（2009年2月22日、NHK総合）
- あさだ！からだ！（2009年-2010年、NHK教育）

### 映画
- 茶の味（2004年） - 守山モリオ 役
- 乱歩地獄（2005年）
- ナイスの森（2006年） - 仮面男 役
- カムイ外伝（2009年）
- たまたま（2011年）
- 円卓 こっこ、ひと夏のイマジン（2014年） - 鼠人間 役
- 星くず兄弟の新たな伝説（2018年） - 始末屋コンラッド 役
- わたくしどもは。（2024年5月31日） - 爛れた男 役[7]

### TVCM
- マンダム、GATSBY（2003年）

### 雑誌連載
- DDD(ダンスダンスダンス)（フラックスパブリッシング）自筆イラストコーナー

### 関連書籍
- 16歳　親と子の間には 平田オリザ編著（2007年、岩波ジュニア新書）

## 振付

### 舞台
- PARCO劇場開場50周年記念シリーズ『夜叉ヶ池』（2023年5月）- 演出：森新太郎
- 『平家物語 -胡蝶の被斬-』（2025年） - 振付・ステージング[8]

### その他
- TOKYO2020 NIPPONフェスティバル「ONE –Our New Episode-」 Our Glorious Future ～KANAGAWA 2021～ダンス部門ディレクション[9]
- TOKYO2020 パラリンピック開会式演出・チーフ振付[9]